# Algarve
Algarve eller Region Algarve (portugisiska: Algarve eller Região do Algarve) är en traditionell provins samt en statistisk region (NUTS 2) och underregion (NUTS 3) i Portugal,                                                                  belägen längs Portugals sydkust. 
Den sammanfaller helt med distriktet Faro och likaledes med Comunidade Intermunicipal do Algarve ("Algarves kommunalförbund"; ”AMAL”).
Från 1100-talet utgjorde Algarve ett separat kungarike och de portugisiska kungarna hade från Afonso III titeln kung av "Portugal och Algarve". 
I regionen finns bland andra städerna Faro, Loulé, Albufeira, Lagos, Lagoa, Portimão, Tavira och Vila Real de Santo António. Regionens administrativa centrum finns i Faro, som också har en internationell flygplats.
I Algarve finns det en hel del gamla byggnader. En del av dessa har dock blivit förstörda i jordbävningar. Regionen är indelad i 16 kommuner. Man brukar även dela upp Algarve i tre distrikt. Större delen av regionens östra gräns utgörs av floden Guadiana. Nära kusten intill Spanien ligger orterna Vila Real de Santo Antonio och Monte Gordo. En annan större stad är Tavira, som är en gammal stad med ett slott inbäddat i bebyggelsen. Den största turiststaden är Albufeira. 
Algarve har en areal på 4 995 km² och 467 495 invånare (2022).. I mitten av året stiger siffran till över en miljon invånare på grund av omfattande turism. Det som lockar turisterna är främst de rena stränderna med sitt varma vatten, 18-19 grader juni-juli, medelhavsklimat och låga levnadsomkostnader samt mat, nöjesliv, hantverk och historiska platser. Den totala längden på Algarves kuststräcka är cirka 155 km.
I augusti 2003 drabbades området av värmeböljor och skogsbränder.

## Etymologi
Namnet Algarve härstammar från arabiskan al gharb (”landet i väster”).

## Kommuner
Provinsen Algarve sammanfaller helt med Faros distrikt, vilket är indelad i 16 kommuner:

- Albufeira
- Alcoutim
- Aljezur
- Castro Marim
- Faro
- Lagoa
- Lagos
- Loulé
- Monchique
- Olhão
- Portimão
- São Brás de Alportel
- Silves
- Tavira
- Vila do Bispo
- Vila Real de Santo António

## Tätorter
Större tätorter i provinsen:

- Faro
- Albufeira
- Lagoa
- Lagos
- Loulé
- Olhão
- Portimão
- Quarteira
- Silves
- Tavira
- Vila Real de Santo António

## Turism[6][13]
Algarve tar emot cirka 5 miljoner turister årligen.

### Badstränder[14]
- Praia de São Rafael (Albufeira)
- Praia de Santa Eulália (Albufeira)
- Praia Evaristo (Albufeira)
- Praia do Martinhal (Sagres)
- Praia da Rocha (Portimão)
- Praia Monte Gordo (Vila Real de Santo António)
- Praia do Martinhal (Sagres)
- Meia Praia (Lagos)
- Praia do Camilo (Lagos)
- Praia de Dona Ana (Lagos)
- Praia de Faro (Faro)
- Praia de Tavira (Tavira)
- Praia do Monte Clérigo (Aljezur)

### Sevärdheter
- Catedral de Faro (katedral i Faro)
- Igreja de Santo António (kyrka i Lagos)
- Ruinas de Milreu (romerska ruiner nära Faro)
- Castelo de Silves (arabisk borg i Silves)
- Convento de Nossa Senhora da Assunção (kloster i Faro]
- Fortaleza de Sagres (borg i Sagres)
- Museu Marítimo Almirante Ramalho Ortigão (sjöfartsmuseum i Faro)
- Museu Municipal de Arqueologia (arkeologimuseum i Silves)

### Nöjesparker
- Algarve Zoo (djur- och nöjespark nära Albufeira)
- Aqualand Algarve (nöjesfält i Alcantarilha)
- Aquashow (nöjesfält i Quarteira)
- Atlantic Park
- Cantinho d'Animais
- Parcolandia
- Roma Golf Park (nöjesfält i Vilamoura)
- Slide & Splash (nöjesfält i Lagoa)
- Zoo Marine (vattendjurpark nära Albufeira)

### Naturparker
- Parque Natural da Ria Formosa

### Gastronomi
- Cataplana (musslor, valthornssnäckor, hjärtmusslor och fisk)
- Arroz de Marisco (musslor, räkor och fisk, med ris, lök, tomater och paprika)
- Dom Rodrigo och Morgado (kanelsmakande bakverk med honung, fikon och mandel )
- Tarte de amêndoa
- Torta de laranja
- Quinta Barranco Longo, Foral de Albufeira,  Tapada da Torre (algarviska viner)

### Vattensporter
- Pedalkajak i Ilha de Faro (Faro)

### Marinor
- Marina de Lagos (Lagos)
- Marina de Portimão (Portimão)
- Marina de Faro (Faro)
- Marina de Albufeira (Albufeira)
- Guadiana Hamn (Vila Real de Santo António)
- Marina de Vilamoura (Vilamoura)

### Fiske
- Big Game Fishing (djuphavsfiske utgående från Portimão)

### Golf
- Penina
- Quinta do Lago
- Parque da Floresta (Budens)
- Millennium Golf Course (Vilamoura)
- Balaia Golf (Olhos de Água)
- Vale do Lobo Resort (Vale do Lobo)
- Pinhal Golf Course (Vilamoura)
- Tavira

### Kasinon
- Alvor (Portimão)
- Monte Gordo (Monte Gordo, Vila Real de Santo António)
- Solverde Casino (Vilamoura)

## Sport
Algarve brukar få stor uppmärksamhet i februari-mars, då den 1994 igångsparkade årliga landslagsturneringen Algarve Cup i fotboll för damer spelas i regionens orter. I juni-juli 2004 var Faro en av spelplatserna vid herrarnas Europamästerskap i fotboll.

### Fotnoter
1. 1 2  ”Algarve” (på portugisiska). Infopédia. Porto Editora. https://www.infopedia.pt/apoio/artigos/$algarve. Läst 22 augusti 2022.
2. ↑  ”Limites das NUTS 2013, Constituição das NUTS 2013” (på portugisiska). NUTS 2013: as novas unidades territoriais para fins estatísticos. Instituto Nacional de Estatística. sid. 5, 16. https://www.compete2020.gov.pt/admin/images/NUTS2013_(1).pdf. Läst 22 augusti 2022.
3. ↑  ”Lei n.º 75/2013 de 12 de setembro” (på portugisiska) ( PDF). Diário da República. Assembleia da República. sid. 5724. https://files.dre.pt/1s/2013/09/17600/0568805724.pdf. Läst 22 augusti 2022.
4. 1 2  ”Enquadramento da CIM” (på portugisiska). Comunidade Intermunicipal do Algarve. Comunidade Intermunicipal do Algarve. https://amal.pt/. Läst 23 november 2022.
5. ↑  ”COMUNIDADE INTERMUNICIPAL DO ALGARVE” (på portugisiska). Portal Autárquico. Direção-Geral das Autarquias Locais. Arkiverad från originalet den 13 augusti 2016. https://web.archive.org/web/20160813223337/http://www.portalautarquico.pt/pt-PT/entidades-locais/comunidades-intermunicipais/comunidade-intermunicipal-do-algarve/. Läst 23 november 2022.
6. 1 2  ”Arkiverade kopian”. Arkiverad från originalet den 16 juni 2013. https://web.archive.org/web/20130616105817/http://www.algarve-portal.com/pt/country/algarve. Läst 15 juli 2010.
7. ↑  Lenita Jällhage (17 mars 2002). ”Längs morernas portugisiska kust”. Dagens nyheter. http://www.dn.se/resor/portugal/langs-morernas-portugisiska-kust/. Läst 2 februari 2017.
8. ↑  ”Svenskar nära brandfront på Algarvekusten”. Dagens nyheter. 13 augusti 2003. http://www.dn.se/nyheter/varlden/svenskar-nara-brandfront-pa-algarvekusten/. Läst 2 februari 2017.
9. ↑  ”Toponímia - Algarve” (på portugisiska). Infopédia. Porto Editora. https://www.infopedia.pt/dicionarios/toponimia/Algarve. Läst 19 juni 2022.  ”Do árabe al gharb, 'ocidente'.”
10. ↑  ”Algarve”. Nationalencyklopedin. https://www.ne.se/uppslagsverk/encyklopedi/l%C3%A5ng/algarve. Läst 19 juni 2022.  ”av arabiska al-Gharb ’[landet] i väster’”
11. ↑  ”Algarve” (på portugisiska). Infopédia. Porto Editora. https://www.infopedia.pt/apoio/artigos/$algarve. Läst 21 juni 2022.
12. ↑  ”Censos 2021 - Resultados provisórios” (på portugisiska). Censos 2021. INE (Portugals statistiska centralbyrå). https://www.ine.pt/scripts/db_censos_2021.html. Läst 21 juni 2022.  ”Município - Algarve”
13. ↑  ”Arkiverade kopian”. Arkiverad från originalet den 10 november 2011. https://web.archive.org/web/20111110095543/http://www.trivago.se/algarve-50799/sevardheter. Läst 15 juli 2010.
14. ↑  ”Arkiverade kopian”. Arkiverad från originalet den 21 juli 2009. https://web.archive.org/web/20090721152329/http://www.onbeach.se/stranden/portugal/algarve. Läst 15 juli 2010.
15. ↑  Tina Ågren (13 augusti 2003). ”Algarve: 20 mil bortglömda stränder”. Aftonbladet. http://www.aftonbladet.se/resa/resmal/europa/portugal/article10387196.ab. Läst 2 februari 2017.